# Сума-ку (Кобе)

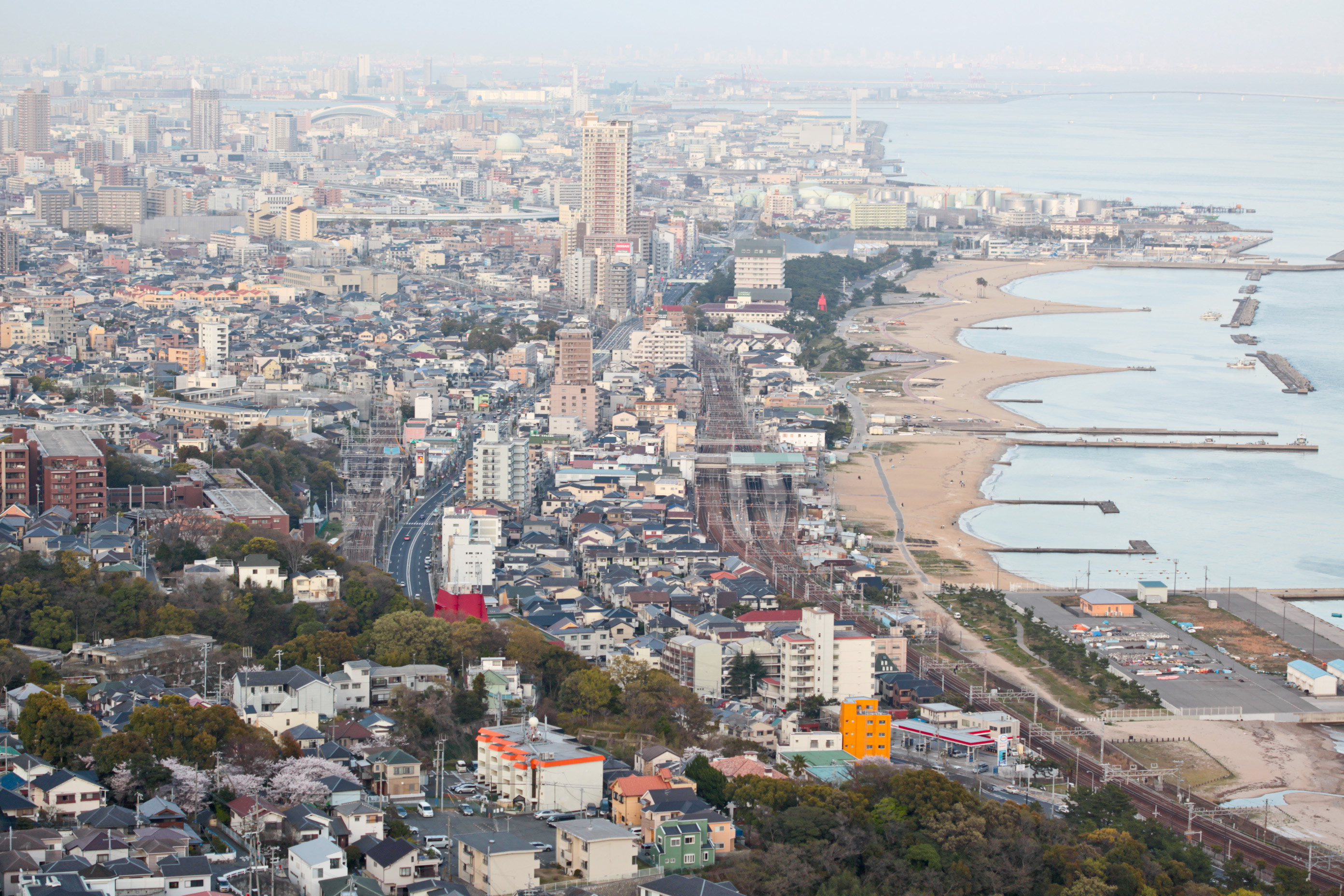
Вид на район Сума-ку

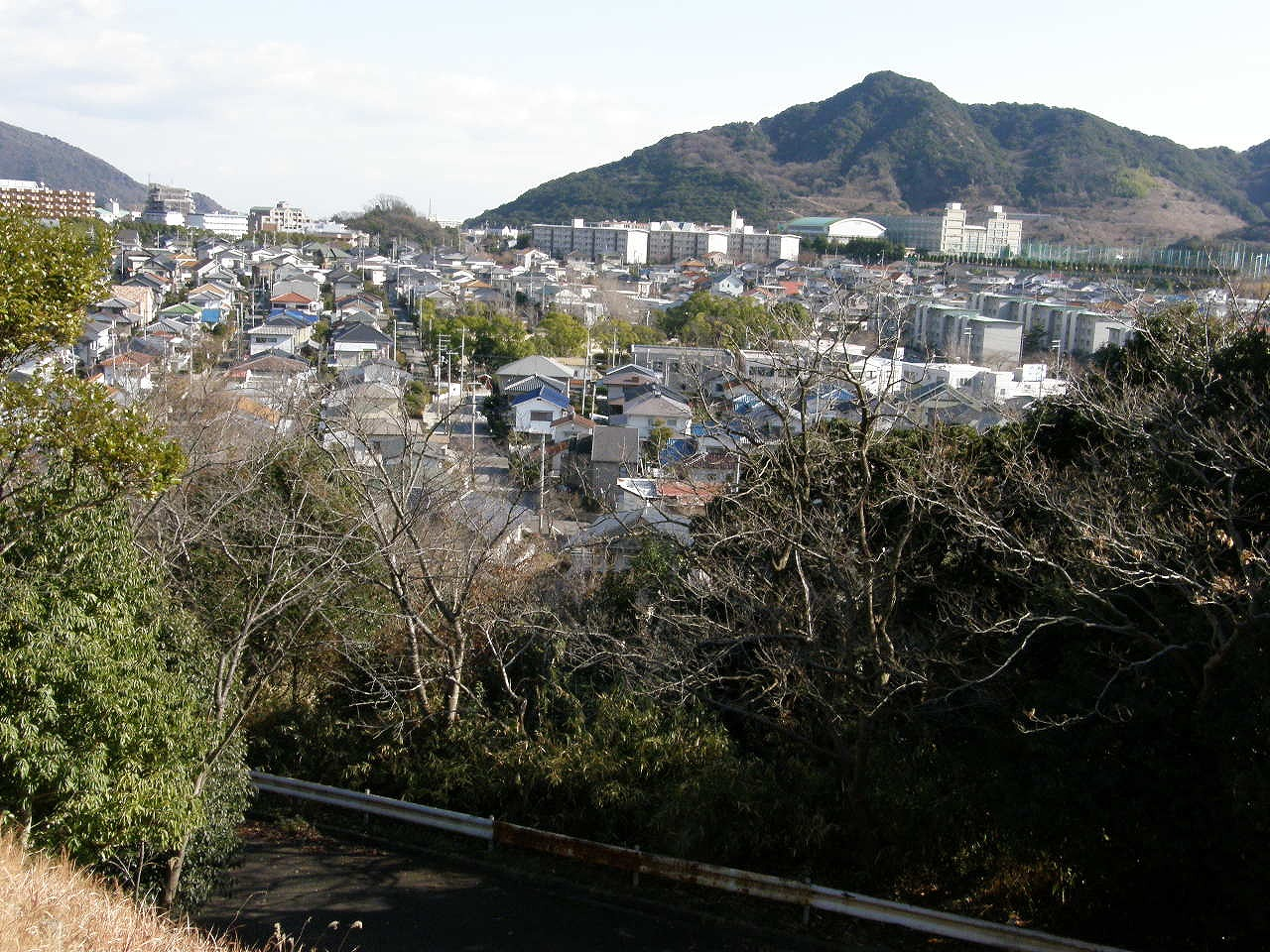
Сума Нью-Таун

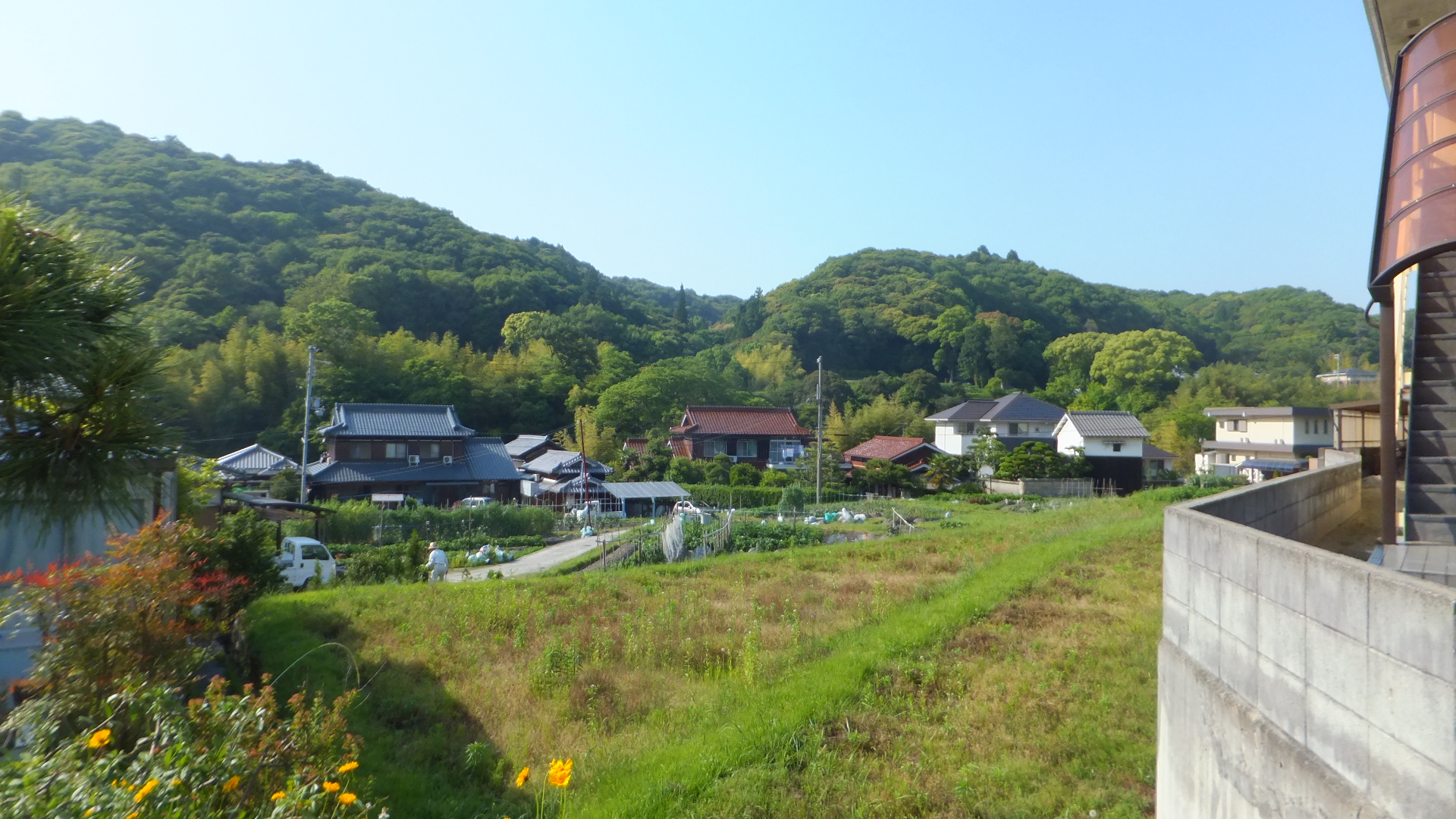
Сельская местность на границе районов Сума-ку и Ниси-ку

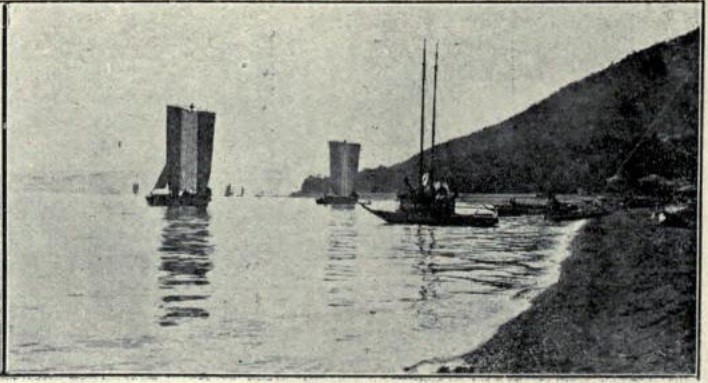
Сума в эпоху Мэйдзи

Сума-ку（яп. 須磨区) — это один из девяти районов, которые составляют город Кобе. Находится на западе города. Цветок района — космея.

## Общие сведения
В Сума-ку можно увидеть различные архитектурные стили городской застройки. Например, на юге — старый город Итаядо, а в северной части района — современная застройка в микрорайонах Мёходзи и Мёдани. Кроме того, побережье Сума издавна известно как красивое морское побережье с белым песком и зелёными соснами, а в последние годы считается самым лучшим морским пляжем в регионе Хансин. Согласно данным демографического прогноза, которые опубликовал «Комитет по проблеме сокращения населения при Совете по стратегиям развития Японии», к 2040 году уменьшение числа молодых женщин в возрасте с 20 лет по 39 лет составит 51,4 % по сравнению с 2010 годом. Таким образом, район Сума рассматривался в прогнозе как один из «муниципалитетов, которые возможно исчезнут».

## История местности
- В эпоху Хэйан (794—1185)
  - Сума служила местом, куда удалялись на покой люди, отошедшие от дел в столице, а также место политической ссылки по наиболее лёгкому приговору суда.
  - В «Повести о Гэндзи» есть глава, которая называется «Сума». В ней рассказывается о том, как «Блистательный Гэндзи», проигравший в политической борьбе, временно жил в изгнании в местности Сума. Именно там он встретил госпожу Акаси.
  - в Сума произошла Битва при Ити-но-тани в конце эпохи Хэйан.
- В эпоху Мэйдзи (1868-19120) — эпоху Тайсё (1912—1926) в Суме располагались виллы японской аристократии и людей из финансовых кругов.
  - 1889 — учреждена «Больница Сумаура»(она считается первым японским санаторием). В ней находился на лечении Масаока Сики, известный японский поэт.
  - 1893 — Сумитомо Томоито построил в Суме виллу «Сумитомо»
  - 1914 — построена императорская «Арсенальная» резиденция (яп. буко риккю) (в настоящее время на месте резиденции расположен парк «Сума Риккю»)

## История района
- 1 сентября 1931 — В рамках внутригородского районирования г. Кобе район Сума-ку был основан на месте Сума-тё, уезд Муко (за исключением местности Оадза Икеда)[2]
- 1 июля 1941 — в город Кобе входит Таруми-тё, уезд Акаси, который становится частью района Сума-ку.
- 1 ноября 1946 — На месте бывшего Таруми-тё, учреждается район Таруми-ку.
- 6 июня 1977 — в район Сума была включена часть района Таруми-ку (жилой комплекс Мёдани в микрорайоне Сума Нью-Таун).
- 1 февраля 1985 — части района Таруми-ку и района Ниси-ку были включены в состав района Сума-ку.

## Топоним
Сума является известным топонимом-утамакура (словом-основой в классической поэзии). В этом районе находится много надгробий с текстами пятистиший танка. Также Сума известна как место, о котором поется в сингле «Сумахама» американской музыкальной группы «Beach boys», включающем слова не только на английском, но и на японском языке.